# Береговая охрана Ганы

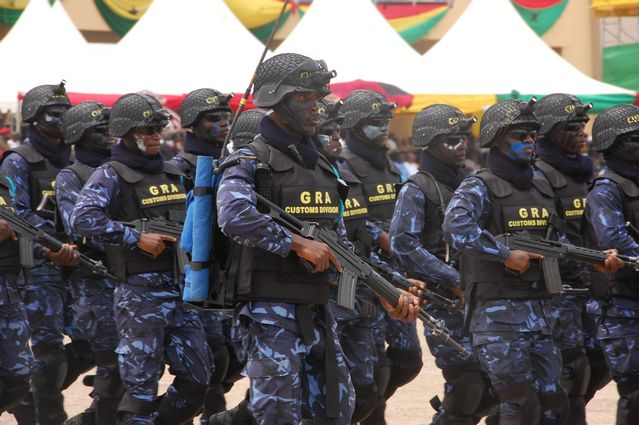

Береговая охрана Ганы (англ. Border Guard Unit) — военизированная организация по обеспечению национальной безопасности, связанная с таможенными службами и Сухопутной Армией Ганы. Основной задачей организации является охрана и предотвращение преступлений на международных границах.

## Задачи
Береговая охрана Ганы сосредоточена на охране границ Ганы на въезд и выезд с целью предотвращения нелегальной иммиграции и преступлений на границе. В ее обязанности входит:
- Патруль границ
- Предотвращение нелегальной иммиграции
- Предотвращение наркотрафика и торговли людьми
- Предотвращение контрабанды
- Предотвращение браконьерства
- Информирование о подрывной деятельности
- Готовность выступать в качестве первой линии обороны против внешних врагов